# Skuldslaveri
Skuldslaveri står för en form av arbete enligt vilken en person lovar att arbeta av en skuld i form av arbete snarare än med pengar. När reglerna för denna återbetalning inte är tydligt definierade eller oproportionerliga, eller när skulden är mycket stor, blir följden att arbetsgivaren får en stor makt över den person som återbetalar den, och dennas frihet.
Den arbetsbörda som krävs för att skulden ska vara återbetald kan vara odefinierad, vilket kan leda till att arbetaren aldrig kan betala igen skulden utan tvingas till ofrivilligt arbete på obegränsad tid, och den kan också ärvas och vara i generationer.
Skuldslaveri har förekommit legalt och illegalt under många olika former i många länder och kulturer världen över, förekommer fortfarande på många håll i modern tid i främst Asien och Afrika, och spelar en framträdande roll i modern människohandeln. 
År 2021 uppskattade International Labour Organization att de fanns 27.6 miljoner människor i olika former av tvångsarbete, av vilka 5.8 miljoner befann sig i skuldslaveri. 
Skuldslaveri har blivit definierat av Förenta nationerna som en form av modernt slaveri, och Supplementary Convention on the Abolition of Slavery uttalade 1956 målet att förbjuda det globalt.